# بنشر (مسرحية)
مسرحية بنشر هي مسرحية فكاهية هادفة ومليئة بكوميديا الموقف، وقد عرضت قبل الغزو العراقي للكويت بأشهر قليلة عام 1990م. المسرحية من تأليف وأخراج عبد الله الحبيل وتقديم مسرح الناس وإنتاج وتوزيع مؤسسة الحبيل للإنتاج الفني.

## فكرة المسرحية
مواطن بسيط يدعى (عبد الله بنشر) وتشاء الصدف حيث يتم تكليف رجلا من عائلة (بنشر) بأحد المراكز المهمة بالدولة وهنا تبدأ معاناة (عبد الله بنشر) حيث تتبدل معاملة الذين يحيطون به ظنا منهم بأن صاحب المركز المهم بالدولة هو من أقربائة وتزداد معاناته أكثر حين يكتشفون الحقيقة.

## الممثلين
- عبدالله الحبيل - بدور (عبدالله بنشر)
- مريم الغضبان
- صالح حمد
- عبد الناصر درويش
- ثائر شامل
- بدر الطيار
- زينب الضاحي
- صالح الحمر
- علي فريج
- فاطمة سالم
- جابر طاهر
- عادل القطان

## طاقم العمل
- تنفيذ الديكور - مهدي المتروك
- تنفيذ الديكور - محمد رجب
- تنفيذ الديكور - ياسر حسون
- مكياج - راشد عبدالمولى
- كوافير - سلطان عبدالحليم
- الإضاءة - عبدالعزيز الزنكوي
- الإضاءة - جمال العتيبي
- الإضاءة - بدر الشمري
- الصوت - سعود المسعود
- الصوت - عدنان حامد
- مدير الانتاج - فاضل بوفتين
- تصوير - رمضان علي
- تصوير - نبيل الذهبي
- تصوير - عبدالرزاق اشكناني
- تصوير - عبدالله مكي
- مدير الإضاءة - محمد عبدالمعطي
- الإشراف الهندسي - م. علي سعيدي
- الادارة المسرحية - علي التميمي
- الادارة المسرحية - ابراهيم الصلال
- مساعد مخرج - صالح الحمر
- مساعد مخرج - علي الفريج
- تأليف واخراج - عبدالله الحبيل
- الإخراج التلفزيوني - يوسف حمودة
- التحويل - حسين بوفتين
- مدير الإنتاج - وحدة انتاج النورس - أحمد إمام
- مساعدين - محمد حامد - طوني داس
- خطوط - عزيز عبدالخالق
- تم التصوير بوحدة إنتاج النورس للإنتاج الفني - الكويت

### الأغنية
- أغنية: لو الفقر خايف
- كلمات والحان: عبد الله الحبيل
- العزف والتوزيع الموسيقي: جاسم الغريب

## وصلات خارجية
المسرحية كاملة على يوتيوب